# Xylophanes aristor
Xylophanes aristor là một loài bướm đêm thuộc họ Sphingidae. Nó được tìm thấy ở Guatemala tới Venezuela, Ecuador và có thể có ở Colombia.
Nó giống với Xylophanes crotonis và Xylophanes kiefferi.
Con trưởng thành có thể bay quanh năm.
Ấu trùng có thể ăn Psychotria panamensis, Psychotria nervosa và Pavonia guanacastensis.